# Haverbeck (Adelsgeschlecht)

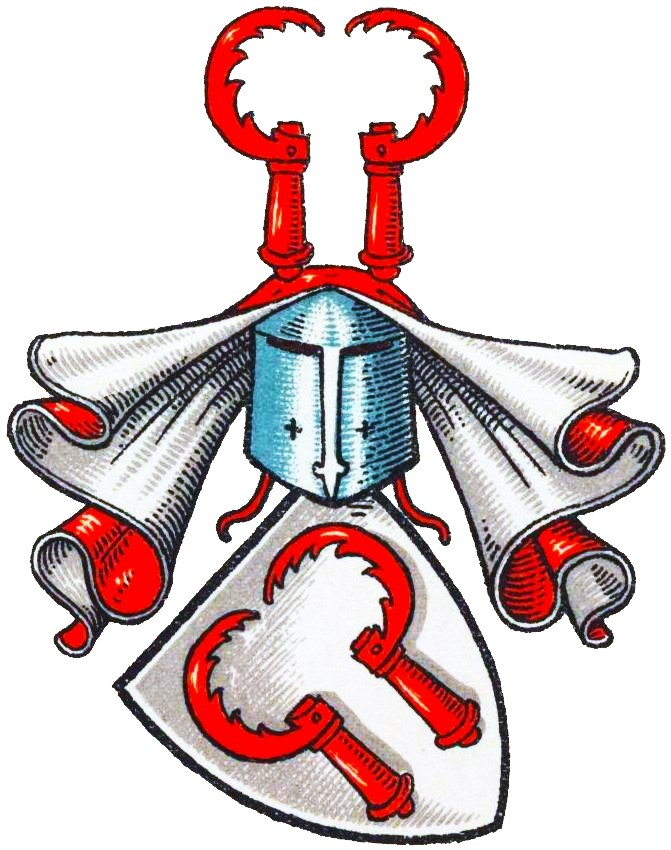
Wappen der Haverbecke im Wappenbuch des Westfälischen Adels

Haverbeck (auch Haverbeke, Haverbecke o. ä.) ist der Name eines erloschenen westfälischen Adelsgeschlechts.

## Geschichte
Der Stammsitz des Geschlechts lag im Hochstift Osnabrück.
1474 wurde Johann Haverbeck vom Mindenener Bischof Heinrich III. von Schauenburg mit verschiedenen Gütern belehnt, darunter Suderhus in Niederschwege, zwei Höfe in Haldem sowie Sunderkoppes hof und Rustnhof in Brockem. Der Knappe Johann Haverbeke übergab 1475 seinem natürlichen, d. h. unehelichen, Bruder Robbede und den mit seiner Magd erzeugten Söhnen Tobeke und Dietrich eine Kornrente auf Lebenszeit. 1480 dann teilten die Brüder Robbeke, Johann und Hynrych gheheten de Haverbeken (Heinrich, genannt die Haverbecks) ihre väterliche Erbschaft.
1502 verpfändeten der Mindener Domvikar Heinrich Haverbeke und Rolef Haverbeke, der Sohn seines verstorbenen Bruders Johann Haverbeck, dem Mindener Domherrn Rabodo von der Horst und dessen Brüdern Dietrich, Arndt, Boldewin, Heinrich und Gerd einige dem Hochstift Minden lehnrührige, d. h. dem Lehnsrecht unterworfene,  Güter. 1534 waren die Haverbeck offenbar ausgestorben, denn Franz von Waldeck, Münsteraner und Osnabrücker Bischof sowie Administrator des Stifts Minden, belehnte in jenem Jahr seinen Hofdiener Kurt von der Horst mit den Mindenschen Lehngütern Suderhusen im Nederen Swege, Collingeshof und Hunekenhof zu Haldem, Smeltekoppshof und Rusteshof zu Brokem, die durch den Tod des Haverbeck dem Stift heimgefallen waren. Die Letzten des Geschlechts im Mannesstamm waren der o. g. Domvikar Heinrich Haverbeck und dessen Neffe Rolef, Sohn des Johann Haverbeck.

## Wappen
Blasonierung: In Silber zwei gegeneinander gewandte gezahnte rote Sicheln. Auf dem Helm mit rot-silbernen Helmdecken wiederholen sich die Sicheln vom Schild.